# Luisa Mussini
Pour les articles homonymes, voir Mussini (famille).
Luisa Mussini (1865-1925 ) est une femme peintre italienne, la fille de Luigi Mussini et la femme d'Alessandro Franchi tous peintres.

## Biographie
Luisa Mussini devint l'épouse du peintre Alessandro Franchi en 1893 et fut également son assistante.